# Sylviorthorhynchus
Sylviorthorhynchus es un género de aves de la familia de los furnáridos. Sus dos especies habitan en el centro-oeste y sudoeste de Sudamérica y son denominadas comúnmente tijerales o colilargas.

## Taxonomía

### Descripción original
Este género fue descrito originalmente en el año 1845 por el zoólogo y botánico francés —al que en 1841 se le otorgó la ciudadanía chilena— Claudio Gay, al mismo tiempo que describía su especie tipo: Sylviorthorhynchus desmurii, dedicándosela al ornitólogo aficionado, político e historiador francés Marc Athanase Parfait Œillet Des Murs, responsable de la clasificación de la sección ornitológica de la enorme obra de Gay: “Historia física y política de Chile”. Erróneamente le fue atribuida a este último —como del año 1847— tanto la autoría genérica como la específica, hasta que fue constatado el error un siglo y medio después.

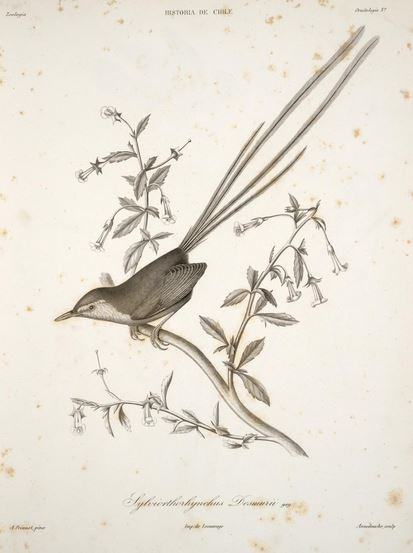
Dibujo de un tijeral colilargo (Sylviorthorhynchus desmursii).

### Historia taxonómica y relaciones filogenéticas
En el año 2003, J. van Remsen sugirió que, por similitudes en la morfología general y en la estructura caudal, Sylviorthorhynchus desmursii podría estar emparentado con Schizoeaca, pero resultados de estudios genéticos relacionaron a S. desmursii con Leptasthenura.
En el año 2009, un estudio efectuado por M. Irestedt, J. Fjeldså, L. Dalén y P. G. P. Ericson recomendó que sea transferido al género Sylviorthorhynchus la especie Leptasthenura yanacensis. Esta última fue descrita en el año 1933 por el entomólogo y ornitólogo estadounidense Melbourne Armstrong Carriker, basándose en ejemplares colectados en bosques del género Polylepis del distrito de Yánac, en el departamento de Áncash, en los andes del Perú.
En el año 2011, un nuevo análisis, efectuado por Elizabeth P. Derryberry, Santiago Claramunt, Graham Derryberry, R. Terry Chesser, Joel Cracraft, Alexandre Aleixo, Jorge Pérez‐Emán, J. V. Remsen, Jr. y Robb T. Brumfield, en el cual se dispuso de una amplia muestra de taxones, concluyó que Sylviorthorhynchus desmursii era la especie hermana de Leptasthenura yanacensis.
En el año 2014, E. C. Dickinson y L. Christidis transfirieron L. yanacensis al género Sylviorthorhynchus, es decir combinándolo como Sylviorthorhynchus yanacensis.
En marzo de 2019, en la Propuesta n.º 816 al Comité de Clasificación de Sudamérica (SACC), se recomendó y posteriormente se aprobó, que Leptasthenura yanacensis fuese transferido al género Sylviorthorhynchus, para lograr de este modo un género cohesivo y concordante con la información molecular.

### Etimología
Etimológicamente el término genérico masculino Sylviorthorhynchus es una combinación de los géneros del Viejo Mundo Sylvia (las currucas) y Orthotomus (los sastrecillos) y de la palabra del griego «ῥυγχος rhunkhos»: pico.

### Especies
Este género se compone de dos especies: 
| Imagen | Nombre científico             | Autor            | Nombre común                       | EC (*) |
| ------ | ----------------------------- | ---------------- | ---------------------------------- | ------ |
|        | Sylviorthorhynchus desmursii  | Gay, 1845        | tijeral colilargo o colilarga      | LC     |
|        | Sylviorthorhynchus yanacensis | (Carriker, 1933) | tijeral de Yánac o coludito puneño | NT     |

(*) Estado de conservación

## Distribución y hábitat

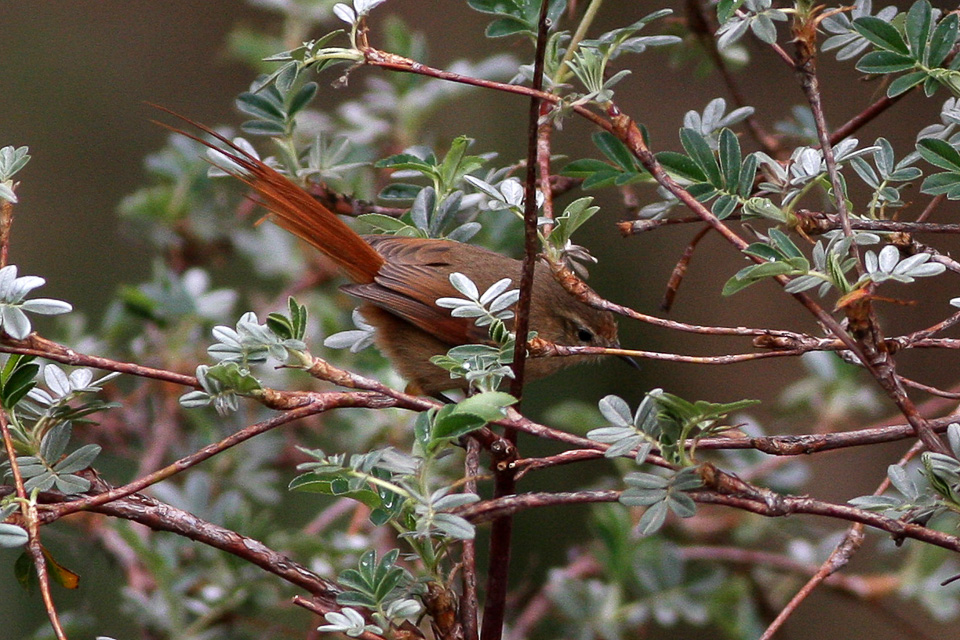
Un coludito puneño (Sylviorthorhynchus yanacensis) en Perú.

Este género tiene una geonemia disyunta, una de las especies —S. yanacensis— se distribuye en el oeste y sudeste del Perú, el oeste de Bolivia y el noroeste de la Argentina (en las provincias de Jujuy y Salta), viviendo en bosques de Polylepis y arbustos adyacentes, en elevadas altitudes. La otra especie —S. desmursii— se distribuye en el centro-sur de Chile y en el sudoeste de la Argentina, habitando en cañaverales de bambúes del género Chusquea en el sotobosque de forestas húmedas, templado-frías.

## Características
Ambas especies presentan colas largas y distintivas, la de S. desmursii cuenta con 6 rectrices —2 muy largas y ligeramente curvadas—, siendo 10 las rectrices en la de S. yanacensis, pero con puntas más sobresalientes que las de las especies del género Leptasthenura. Esta especie difiere también de las especies de Leptasthenura en tener la frente rufa y el pico más largo y fino, rasgos similares a los de S. desmursii.

## Costumbres
Las especies del género Sylviorthorhynchus poseen vocalizaciones repetitivas de tono más bajo y lento, contrastando con los sonidos agudos y rápidos característicos de los integrantes de Leptasthenura. Ambos Sylviorthorhynchus construyen un nido con fibras vegetales entrelazadas, globular en el caso de S. desmursii y en forma de cúpula en S. yanacensis; difieren de los del género Leptasthenura, los que poseen forma de copa, frecuentemente ubicados en cavidades o dentro de nidos de otras aves.